# Azzo VII d'Este
Azzo VII d'Este, detto Azzo Novello (Ferrara, 1205 circa – 16 o 17 febbraio 1264), è stato signore di Ferrara e di Este dal 1215 al 1222 e dal 1240 al 1264.

## Biografia

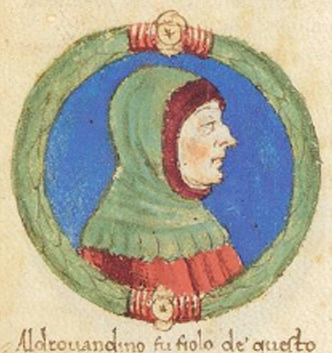
Aldobrandino I d'Este in una miniatura

Nel 1215, alla morte prematura di Aldobrandino I, Azzo venne riscattato dalla madre Alisia d'Antiochia, che pagò una forte somma ai banchieri di Firenze per liberarlo.
Azzo VII salì giovanissimo al potere, ma nei primi anni fu sotto la tutela di due nobili della Marca Trevigiana, Alberto da Baone e Tisone da Camposampiero, e successivamente della madre; gli venne rinnovata l'investitura della Marca Anconitana da parte del papa Onorio III e ottenne la protezione dell'imperatore Federico II.

### Carriera militare

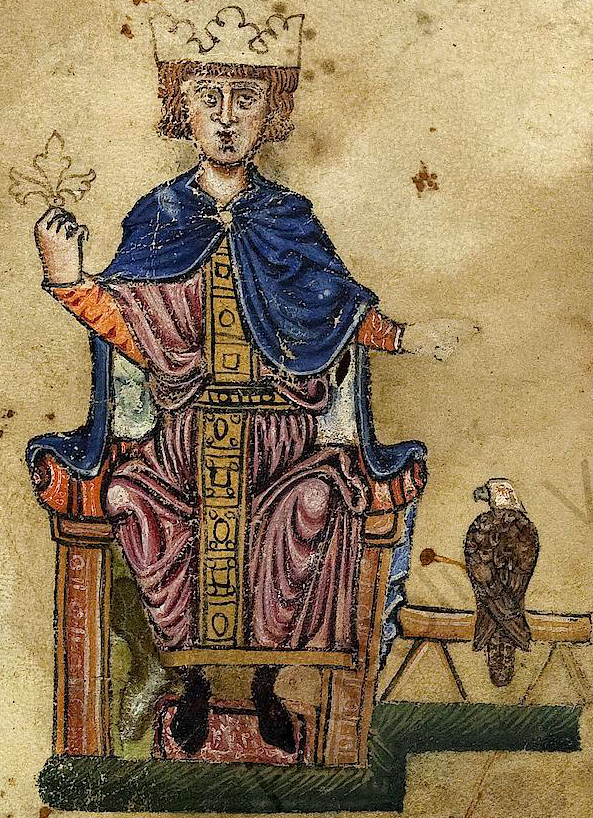
Ritratto di Federico II di Svevia con il falco, dal suo trattato De arte venandi cum avibus

In seguito venne in contrasto con l'imperatore e divenne capo dei guelfi della Marca.
Le vicende legate alle campagne militari nel nord Italia di Federico II di Svevia videro alternarsi i ghibellini alleati dell'imperatore alla guida delle città sino al 1239, quando l'imperatore, sconfitto, tornò nel sud della penisola.
Nel 1242 Azzo VII si impadronì di Ferrara, dopo la vittoria riportata contro Ezzelino III da Romano.
Nel 1259 forze al suo comando parteciparono vittoriosamente alla Battaglia di Cassano d'Adda catturando Ezzelino da Romano, terrore dei guelfi nel Nord-Est, che, ferito, morì poco dopo in prigionia. La famiglia del tiranno ghibellino fu poi orrendamente sterminata l'anno successivo dai suoi nemici locali in Veneto.

### Morte

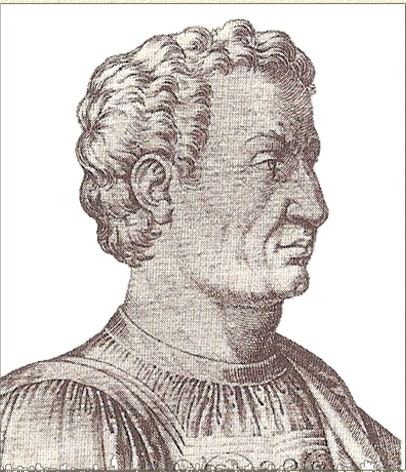
Azzo VII d'Este

Alla sua morte gli succedette il nipote Obizzo II.

## Ascendenza
|                      |                     |                          | Genitori                 |  |  | Nonni |  |  | Bisnonni        |  |  | Trisnonni      |  |
|                      |                     |                          |                          |  |  |       |  |  | Obizzo I d'Este |  |  | Folco I d'Este |  |
|                      |                     |                          |                          |  |  |       |  |  | Obizzo I d'Este |  |  | Folco I d'Este |  |
|                      |                     | …                        |                          |  |  |       |  |  | Obizzo I d'Este |  |  |                |  |
| Azzo V d'Este        |                     |                          |                          |  |  |       |  |  | Obizzo I d'Este |  |  |                |  |
|                      |                     | Sofia da Lendinara       |                          |  |  |       |  |  |                 |  |  |                |  |
|                      |                     |                          |                          |  |  |       |  |  |                 |  |  |                |  |
|                      |                     | …                        |                          |  |  |       |  |  |                 |  |  |                |  |
| Azzo VI d'Este       |                     |                          |                          |  |  |       |  |  |                 |  |  |                |  |
|                      |                     | …                        | …                        |  |  |       |  |  |                 |  |  |                |  |
|                      |                     | …                        | …                        |  |  |       |  |  |                 |  |  |                |  |
|                      |                     | …                        | …                        |  |  |       |  |  |                 |  |  |                |  |
| …                    |                     | …                        |                          |  |  |       |  |  |                 |  |  |                |  |
|                      |                     | …                        | …                        |  |  |       |  |  |                 |  |  |                |  |
|                      |                     | …                        | …                        |  |  |       |  |  |                 |  |  |                |  |
|                      |                     | …                        | …                        |  |  |       |  |  |                 |  |  |                |  |
| Azzo VII d'Este      |                     | …                        |                          |  |  |       |  |  |                 |  |  |                |  |
|                      | Enrico di Châtillon | …                        |                          |  |  |       |  |  |                 |  |  |                |  |
|                      | Enrico di Châtillon | …                        |                          |  |  |       |  |  |                 |  |  |                |  |
|                      | Enrico di Châtillon | …                        |                          |  |  |       |  |  |                 |  |  |                |  |
| Rinaldo di Châtillon | Enrico di Châtillon |                          |                          |  |  |       |  |  |                 |  |  |                |  |
|                      |                     | …                        | …                        |  |  |       |  |  |                 |  |  |                |  |
|                      |                     | …                        | …                        |  |  |       |  |  |                 |  |  |                |  |
|                      |                     | …                        | …                        |  |  |       |  |  |                 |  |  |                |  |
| Alice di Châtillon   |                     | …                        |                          |  |  |       |  |  |                 |  |  |                |  |
|                      |                     | Philippe de Milly        | Guy de Milly             |  |  |       |  |  |                 |  |  |                |  |
|                      |                     | Philippe de Milly        | Guy de Milly             |  |  |       |  |  |                 |  |  |                |  |
|                      |                     | Philippe de Milly        | Stefania delle Fiandre   |  |  |       |  |  |                 |  |  |                |  |
| Stefania de Milly    |                     | Philippe de Milly        |                          |  |  |       |  |  |                 |  |  |                |  |
|                      |                     | Isabella d'Oltregiordano | Maurizio d'Oltregiordano |  |  |       |  |  |                 |  |  |                |  |
|                      |                     | Isabella d'Oltregiordano | Maurizio d'Oltregiordano |  |  |       |  |  |                 |  |  |                |  |
|                      |                     | Isabella d'Oltregiordano | …                        |  |  |       |  |  |                 |  |  |                |  |
|                      |                     | Isabella d'Oltregiordano |                          |  |  |       |  |  |                 |  |  |                |  |

## Discendenza
Ebbe due mogli ed allevò anche figli non suoi.
Da Giovanna di Puglia ebbe quattro figli:
- Rinaldo
- Beata Beatrice
- Cubitosa
- Costanza, che sposò Guglielmo Pallavicino

Da Mabilia Pallavicini non ebbe figli e crebbe due nipoti orfani del fratellastro Aldobrandino I:
- Contardo (1216-1249), religioso
- Alisia